# Quand refleuriront les lilas blancs
Pour plus de détails, voir Fiche technique et Distribution.
Quand refleuriront les lilas blancs (Wenn der weiße Flieder wieder blüht) est un film allemand réalisé par Hans Deppe, sorti en 1953. C'est l'adaptation du roman court homonyme de Fritz Rotter (de).
Il s'agit du premier film de Romy Schneider, alors âgée de 15 ans ; elle y interprète la fille de sa propre mère, Magda Schneider.

## Synopsis
Le manque d'argent est le principal souci du jeune couple Forster. Au terme d'une violente dispute, Willy abandonne brutalement Thérèse, sans savoir qu'elle attend un enfant de lui. Ainsi vient au monde la petite Evchen (Romy Schneider).
Après quinze années d'absence, Willy, qui mène une carrière internationale brillante sous le nom de Bill Perry, revient à Wiesbaden à l'occasion d'une tournée européenne.

## Fiche technique
- Titre français : Quand refleuriront les lilas blancs[1]
- Titre original : Wenn der weiße Flieder wieder blüht
- Réalisation : Hans Deppe
- Scénario : Eberhard Keindorff et Johanna Sibelius d'après le roman court de Fritz Rotter (de)
- Production : Kurt Ulrich
- Musique : Franz Doelle
- Photographie : Kurt Schulz
- Montage : Walter Wischniewsky
- Costumes : Walter Kraatz
- Pays de production :  Allemagne de l'Ouest
- Langue de tournage : allemand
- Format : Couleurs - Mono
- Genre : Heimatfilm
- Durée : 95 minutes
- Date de sortie :
  - Allemagne de l'Ouest : 24 novembre 1953
  - France : 24 août 1954[1]

## Distribution
- Willy Fritsch : Willy Forster
- Magda Schneider : Thérèse Forster
- Romy Schneider-Albach : Evchen Forster
- Hertha Feiler : Ellen
- Paul Klinger (de) : Peter Schroeder
- Albert Florath : Professeur Mutzbauer
- Trude Wilke-Roßwog : Mme Moeslein
- Nina von Porembsky : Barbara
- Götz George : Klaus
- Erika Block : Lieselotte
- Erna Haffner (de) : Mme Kühn
- Liselotte Köster (de) : la danseuse soliste
- Jockel Stahl (de) : le danseur soliste

## Autour du film
- Le film est sorti en DVD en VO allemande sous-titrée en français chez Beta Films